# 클루브 데스트로예스
클루브 데스트로예스(Club Destroyers)는 산타크루스데라시에라를 연고를 하는 볼리비아의 축구팀이다. 현재 2부리그인 코파 시몬 볼리바르에 참가하고 있다.

## 우승
- 볼리비아 프리메라 리가: 2

1965, 1966
- 코파 시몬 볼리바르

2004

## 선수 명단

### 역대
틀:코파 시몬 볼리바르